# Saison 2 de Nikita
Chronologie
Saison 1 Saison 3
Cet article est un guide des épisodes de la seconde saison de la série télévisée Nikita.

## Synopsis de la saison
Nikita et Michael sont à présent en possession d'une des "boites noires" décodée de Percy. Cette boite contient des informations sur d'anciennes missions de Division, et Nikita et Michael tentent de réparer les dégâts causés. De son côté Alex a prêté allégeance à Oversight qui est maintenant dirigée par Amanda. Elle espère ainsi utiliser l'agence pour retrouver et éliminer l'homme qui a commandité l'assassinat de sa famille. Ainsi Alex et Nikita se retrouvent en conflit, dans deux camps rivaux...

## Distribution

### Acteurs principaux
- Maggie Q (VF : Yumi Fujimori) : Nikita Mears
- Shane West (VF : Gilles Morvan) : Michael Bishop
- Lyndsy Fonseca (VF : Julia Vaidis-Bogard) : Alexandra « Alex » Udinov
- Aaron Stanford (VF : Jean-Christophe Dollé) : Seymour Birkhoff
- Melinda Clarke (VF : Dominique Westberg) : Amanda Collins
- Xander Berkeley (VF : Stefan Godin) : Percival « Percy » Rose
- Dillon Casey (VF : Laurent Orry) : Sean Pierce[1],[2]

### Acteurs récurrents
- Rob Stewart (VF : Laurent Larcher) : Roan (14 épisodes)
- Noah Bean (VF : Denis Laustriat) : Ryan Fletcher (6 épisodes)
- Peter Outerbridge (VF : Éric Legrand) : Ari Tasarov (9 épisodes)
- Alberta Watson (VF : Frédérique Cantrel) : Madeline Pierce (8 épisodes)
- Lyndie Greenwood (VF : Jocelyne Mbembo) : Sonya[3] (19 épisodes)
- Devon Sawa (VF : Adrien Antoine) : Owen Elliot (épisodes 2, 10 et 11)
- Eliana Jones (en) (VF : Colette Natrella) : Alex jeune (épisodes 3, 10 et 11)
- Peter J. Lucas (en) (VF : Patrick Borg) : Sergei Semak (épisodes 4 à 17)
- Katheryn Winnick : Kelly[4] (épisode 4)
- Helena Mattsson (VF : Barbara Delsol) : Cassandra Ovechkin[5] (épisodes 5, 8 et 17)
- Illarion Unhuryan : Max Ovechkin (épisodes 5, 8, 9 et 17)
- David Keith (VF : Thierry Buisson) : Richard Ellison[3] (épisode 6)
- William DeVry (en) (VF : Éric Herson-Macarel) : Patrick Miller[6] (épisodes 8 à 16)
- Malik Yoba : Wallace[7] (épisode 9)
- Sarah Clarke (VF : Rafaèle Moutier) : Katya Udinov[8] (épisodes 10, 11 et 17)
- Erica Gimpel (VF : Maïk Darah) : Carla Bennett[9] (épisodes 14 à 16)
- Cameron Daddo (VF : Richard Leroussel) : président des États-Unis Charles Grayson[10] (épisodes 22 et 23)
- Michelle Nolden (VF : Elsa Lepoivre) : Kathleen Spencer (épisodes 22 et 23)

## Épisodes

### Épisode 1:Nouvelle Donne
- États-Unis : 23 septembre 2011 sur The CW[11]
- Québec : 20 août 2012 sur Ztélé[12],[13]
- Belgique : 9 septembre 2012 sur La Deux[14]
- France :
  - 8 octobre 2014 sur TF1[15]
  - 13 mai 2013 sur TF6

- États-Unis : 1,85 million de téléspectateurs[16] (première diffusion)

- Rob Stewart : Roan
- Michael Jace : Capitaine Tony Merrick
- B. J. Britt : Justin Merrick
- Alberta Watson : Madeline Pierce
- Ron White : Edward

### Épisode 2:Les Marionnettes
- États-Unis : 30 septembre 2011 sur The CW
- Québec : 27 août 2012 sur Ztélé[13]
- Belgique : 9 septembre 2012 sur La Deux[14]
- France : 8 octobre 2014 sur TF1

- États-Unis : 1,73 million de téléspectateurs[17] (première diffusion)

- Devon Sawa : Owen
- John Ralston : Dr Joseph Mars
- Julie McNiven : Alicia
- Peter Outerbridge : Ari Tasarov

### Épisode 3:L'Homme de Fer
- États-Unis : 7 octobre 2011 sur The CW
- Québec : 3 septembre 2012 sur Ztélé[13]
- Belgique : 9 septembre 2012 sur La Deux[14]
- France : 15 octobre 2014 sur TF1

- États-Unis : 1,57 million de téléspectateurs[18] (première diffusion)

- Simon Kassianides : Ramon
- Rekha Sharma : Nisha Patel
- Paul Braunstein : Anton Kochenko
- Eliana Jones : Alex jeune

### Épisode 4:Laissée pour Compte
- États-Unis : 14 octobre 2011 sur The CW
- Québec : 10 septembre 2012 sur Ztélé[13]
- Belgique : 16 septembre 2012 sur La Deux[14]
- France : 15 octobre 2014 sur TF1

- États-Unis : 1,65 million de téléspectateurs[19] (première diffusion)

- Katheryn Winnick : Kelly
- Peter Outerbridge : Ari Tasarov
- Rob Stewart : Roan
- Peter J. Lucas : Sergeï Semak

Nikita est abasourdie en apprenant que son ancienne partenaire Kelly s'est échappée d'une prison turque. Nikita pensait Kelly morte depuis des années et s'est jusqu'alors toujours senti responsable de ce qui s'était passé. Nikita et Kelly faisaient équipe lors d'une mission appelée "Broken Eagle", mission dont a profité Nikita pour s'échapper de la Division 4 ans plus tôt. 
Sachant cela, Amanda se met à la poursuite de Kelly, et envoie Alex et Roan pour l'éliminer. Elle pense faire d'une pierre deux coups, et ainsi capturer Nikita et Michael, anticipant le fait que Nikita voudra sauver son ancienne partenaire. Quant à Roan, il est tout aussi déterminé, car Nikita lui a laissé une très vilaine cicatrice qu'il semble décider à lui faire payer (cf Saison 1 Épisode 22). 

### Épisode 5:La Première Dame
- États-Unis : 21 octobre 2011 sur The CW
- Belgique : 16 septembre 2012 sur La Deux[14]
- Québec : 17 septembre 2012 sur Ztélé[13]
- France : 22 octobre 2014 sur TF1

- États-Unis : 1,69 million de téléspectateurs[20] (première diffusion)

- Helena Mattsson : Cassandra
- Romano Orzari : Président Valeri Ovechkin
- Illarion Unhuryan : Max Ovechkin
- Lyndie Greenwood : Sonya
- Olya Limarenka : Mrs. Novotna
- Shauna Bradley : Lisa

### Épisode 6:Test de Paternité
- États-Unis : 28 octobre 2011 sur The CW
- Belgique : 23 septembre 2012 sur La Deux[14]
- Québec : 24 septembre 2012 sur Ztélé[13]
- France : 22 octobre 2014 sur TF1

- États-Unis : 1,77 million de téléspectateurs[21] (première diffusion)

- David Keith : Richard Ellison
- Rob Stewart : Roan
- Noah Cappe : Dale

### Épisode 7:Meurtres à la hausse
- États-Unis : 4 novembre 2011 sur The CW
- Belgique : 23 septembre 2012 sur La Deux[14]
- Québec : 1er octobre 2012 sur Ztélé[13]
- France : 29 octobre 2014 sur TF1

- États-Unis : 1,79 million de téléspectateurs[22] (première diffusion)

- Noah Bean : Ryan Fletcher
- Alberta Watson : Madeline Pierce
- Van Hansis : Yuris Levrov
- Matthew Glave : Jonathan Gaines
- Rob Stewart : Roan
- Diana Reis : Julianne Fletcher
- Tammy Isbel : Katherine
- Lyndie Greenwood : Sonya

### Épisode 8:L'Appel de Londres
- États-Unis : 11 novembre 2011 sur The CW
- Belgique : 30 septembre 2012 sur La Deux[14]
- Québec : 8 octobre 2012 sur Ztélé[13]
- France : 29 octobre 2014 sur TF1

- États-Unis : 1,89 million de téléspectateurs[23] (première diffusion)

- Helena Mattsson : Cassandra
- Alberta Watson : Madeline Pierce
- Will Kemp : Nigel
- Paulino Nunes : Général Tupelov
- William deVry : Patrick Miller, un gardien
- Lyndie Greenwood : Sonya
- Illarion Unhuryan : Max Ovechkin

### Épisode 9:Sauver Birkhoff
- États-Unis : 18 novembre 2011 sur The CW
- Belgique : 30 septembre 2012 sur La Deux[14]
- Québec : 15 octobre 2012 sur Ztélé[13]
- France : 5 novembre 2014 sur TF1

- États-Unis : 1,79 million de téléspectateurs[24] (première diffusion)

- Illarion Unhuryan : Max Ovechkin
- Malik Yoba : Wallace
- Angela Sarafyan : Oksana
- Lyndie Greenwood : Sonya
- Gia Sandhu : Allyson Page
- Alberta Watson : Madeline Pierce
- Dan Lett : Phillip Ramsey
- David Collins : Roger Trenton

### Épisode 10:Dangereuses alliances
- États-Unis : 2 décembre 2011 sur The CW
- Belgique : 7 octobre 2012 sur La Deux[14]
- Québec : 22 octobre 2012 sur Ztélé[13]
- France : 5 novembre 2014 sur TF1

- États-Unis : 1,68 million de téléspectateurs[25] (première diffusion)

- Devon Sawa : Owen
- Peter Outerbridge : Ari Tasarov
- Peter J. Lucas : Sergeï Semak
- Rob Stewart : Roan
- William deVry : Patrick miller, le gardien
- Sarah Clarke : Katya Udinov, la mère d'Alex
- Eliana Jones : Alex jeune

### Épisode 11:Le Berceau des illusions
- États-Unis : 6 janvier 2012 sur The CW
- Belgique : 7 octobre 2012 sur La Deux[14]
- Québec : 29 octobre 2012 sur Ztélé[13]
- France : 12 novembre 2014 sur TF1

- États-Unis : 1,56 million de téléspectateurs[26] (première diffusion)

- Devon Sawa : Owen
- Noah Bean : Ryan Fletcher
- Peter J. Lucas : Sergeï Semak
- Rob Stewart : Roan
- William deVry : Patrick Miller, le gardien
- Peter Outerbridge : Ari Tasarov
- Sarah Clarke : Kathya, mère d'Alex
- Eliana Jones : Alex jeune

### Épisode 12:Divisions
- États-Unis : 13 janvier 2012 sur The CW
- Belgique : 14 octobre 2012 sur La Deux
- Québec : 5 novembre 2012 sur Ztélé[13]
- France : 12 novembre 2014 sur TF1

- États-Unis : 1,49 million de téléspectateurs[27] (première diffusion)

- Rob Stewart : Roan
- William deVry : Patrick Miller, le gardien
- Alberta Watson : Madeline Pierce
- Harris Yulin : Amiral Bruce Winnick
- Lyndie Greenwood : Sonya
- Dan Lett : Phillip Ramsey
- David Collins : Roger Trenton

### Épisode 13:OpérationClean Sweep
- États-Unis : 3 février 2012 sur The CW
- Belgique : 14 octobre 2012 sur La Deux
- Québec : 12 novembre 2012 sur Ztélé[13]
- France : 19 novembre 2014 sur TF1

- États-Unis : 1,45 million de téléspectateurs[28] (première diffusion)

- Alberta Watson : Sénateur Madeline Pierce
- Peter Outerbridge : Ari Tasarov
- Peter J. Lucas : Sergeï Semak
- Rob Stewart : Roan
- William deVry : Patrick Miller, le gardien
- Dan Lett : Membre d'Oversight
- David Collins : Membre d'Oversight
- Milton Barnes :
- Harris Yulin : Amiral Bruce Winnick, membre d'Oversight
- Lyndie Greenwood : Sonya
- Jason Gosbee : Tim
- Allen Keng : Assistant de Phelps
- Robin Kasyanov : Chef d'équipe de Gorgol
- John Stead : Agent Lawrence

### Épisode 14:Le Programme
- États-Unis : 10 février 2012 sur The CW
- Belgique : 21 octobre 2012 sur La Deux
- Québec : 19 novembre 2012 sur Ztélé[13]
- France : 19 novembre 2014 sur TF1

- États-Unis : 1,45 million de téléspectateurs[29] (première diffusion)

- Erica Gimpel : Carla Bennett
- Alberta Watson : Madeline
- Rob Stewart : Roan
- William deVry : Patrick Miller, le gardien
- Lyndie Greenwood : Sonya
- Thomas Mitchell : Détective Peter Edmonds
- Rhys Ward : Sammy
- Michael Xavier : Eric Deros
- Gia Sandhu : Allyson Page
- Darrin Maharaj : "Local Anchor"

### Épisode 15:Aux origines
- États-Unis : 17 février 2012 sur The CW
- Belgique : 21 octobre 2012 sur La Deux
- Québec : 26 novembre 2012 sur Ztélé[13]
- France : 26 novembre 2014 sur TF1

- États-Unis : 1,51 million de téléspectateurs[30] (première diffusion)

- Erica Gimpel : Carla
- Peter J. Lucas : Sergeï Semak
- Peter Outerbridge : Ari Tasarov
- Lyndie Greenwood : Sonya

### Épisode 16:Union et décision
- États-Unis : 16 mars 2012 sur The CW
- Belgique : 28 octobre 2012 sur La Deux
- Québec : 3 décembre 2012 sur Ztélé[13]
- France : 26 novembre 2014 sur TF1

- États-Unis : 1,51 million de téléspectateurs[31] (première diffusion)

- Noah Bean : Ryan Fletcher
- Erica Gimpel : Carla
- Peter Outerbridge : Ari Tasarov
- Rob Stewart : Roan
- William deVry : Patrick Miller
- Romina D'ugo : Dina
- Dwain Murphy : Mason
- Lyndie Greenwood : Sonya

### Épisode 17:L'Effet papillon
- États-Unis : 23 mars 2012 sur The CW
- Belgique : 28 octobre 2012 sur La Deux
- Québec : 10 décembre 2012 sur Ztélé[13]
- France : 3 décembre 2014 sur TF1

- États-Unis : 1,46 million de téléspectateurs[32] (première diffusion)

- Peter Outerbridge : Ari Tasarov
- Helena Mattsson : Cassandra
- Peter J. Lucas : Sergeï Semak
- Sarah Clarke : Kathya, mère d'Alex
- Carlos Gonzalez-Vio : Stuart
- Paul Essiembre : Darren
- Dewshane Williams : Tony
- Lisa Berry : Harriet Jennings
- Illarion Unhuryan : Max Ovechkin
- Kelli Fox : Control
- Simon Northwood : Oleg
- Rogan Christopher : Gogol Tech
- Barna Moricz : Timur
- Caleb Cosman : Gerald

Les révélations concernant le double jeu de Cassandra rendent Michael furieux : elle travaille pour Ari Tasarov. Nikita et Michael se mettent à sa poursuite pour connaître les détails de l'affaire. Il s'avère que Cassandra a été approchée par Gorgol bien des années auparavant dans le but d'infiltrer les services secrets britanniques, le MI6. Ari la recontacte pour une dernière mission que celle-ci accepte. Une mission simple de surveillance qui aurait très vite tourné au massacre sans l'aide de Michael et Nikita. Cassandra, Michael et Nikita parviennent à s'enfuir avec l'aide du MI6, en se faisant passer pour des agents de la C.I.A. chargés de récupérer le paquet que surveillait l'équipe de Cassandra. Mais les choses tournent court quand Cassandra est démasquée par le MI6, grâce à une information glissée par Ari à l’agence britannique. Cassandra se retrouve pourchassée à la fois par le Gorgol et le MI6, et il ne lui reste plus qu'à disparaître définitivement avec Max. Ainsi, Michael et Nikita l'aident à simuler sa mort, lui offrant ainsi une liberté nouvelle. 

### Épisode 18:La Roue tourne
- États-Unis : 30 mars 2012 sur The CW
- Belgique : 4 novembre 2012 sur La Deux
- Québec : 17 décembre 2012 sur Ztélé[13]
- France : 3 décembre 2014 sur TF1

- États-Unis : 1,32 million de téléspectateurs[33] (première diffusion)

- Peter Outerbridge : Ari
- Dwain Murphy : Mason
- Romina D'Ugo : Dina
- Lyndie Greenwood : Sonya
- ??? : Ilya Levkin
- Gleb Gorine : Gogol Guard
- Andrew Jackson : The Chairman
- Michael Reventar : Terrence
- Lee Rumohr : Alpha #1

### Épisode 19:Un mal pour un mal
- États-Unis : 20 avril 2012 sur The CW
- Belgique : 4 novembre 2012 sur La Deux
- Québec : 7 janvier 2013 sur Ztélé[13]
- France : 10 décembre 2014 sur TF1

- États-Unis : 1,39 million de téléspectateurs[34] (première diffusion)

- Rick Ravanello : Nicholas Brandt
- Alberta Watson : Madeline Pierce
- Rob Stewart : Roan
- Vladimir Cubrt : Ted Masterson

Brandt, un ex-criminel capturé par Nikita, s'évade de prison grâce à Percy. Cette évasion a pour but la récupération d'un équipement nucléaire détenu par Brandt. Une fois libre, il tue la sénatrice Madeline Pierce sous les yeux de Sean, afin de faire sortir Nikita de sa tanière et de lui mettre la main dessus. Brandt veut la faire souffrir comme elle l'a fait souffrir des années auparavant. En effet, au cours d'une des missions pour la Division, elle l'a torturée allant jusqu'à lui arracher un œil. Un acte de torture fait de son propre chef sans en avoir reçu l'ordre de Percy. Brandt se rend très vite compte qu'il ne viendra pas à bout de Nikita en la torturant physiquement. Il sollicite l'aide de Percy, qui lui confie que la meilleure façon d'atteindre Nikita est de s'en prendre aux gens qu'elle aime. Ainsi, Brandt capture Michael et veut le torturer devant Nikita, mais cette dernière réussit à se libérer et il s'ensuit un véritable duel. Brandt met Michael K.O., et s'apprête à tuer Nikita. Alexandra et Sean arrivent à temps pour les secourir grâce à l'assistance de Birkhoff. C'est Sean qui tue Brandt afin de venger la mort de sa mère.

### Épisode 20:SignéShadow Walker
- États-Unis : 27 avril 2012 sur The CW
- Belgique : 4 novembre 2012 sur La Deux
- Québec : 14 janvier 2013 sur Ztélé[13]
- France : 10 décembre 2014 sur TF1

- États-Unis : 1,29 million de téléspectateurs[35] (première diffusion)

- David S. Lee : Philip Jones
- Carlo Rota : Gentleman
- Rob Stewart : Roan
- Lyndie Greenwood : Sonya
- Shane Daly : Député Mannion
- Emma Campbell : Veronica White
- Ivan Sherry : Nicolas Saumure
- Shamus Fynes : Garde #1 de Damascus

### Épisode 21:Cœur de cible
- États-Unis : 4 mai 2012 sur The CW
- Belgique : 11 novembre 2012 sur La Deux
- Québec : 21 janvier 2013 sur Ztélé[13]
- France : 17 décembre 2014 sur TF1

- États-Unis : 1,22 million de téléspectateurs[36] (première diffusion)

- Noah Bean : Ryan Fletcher
- Brian Howe : Morgan Kendrick
- Brendan Fehr : Stephen
- Rob Stewart : Roan
- Lyndie Greenwood : Sonya
- Peter Kosaka : Yung-Jin Koong
- Eli Ham : Garde du corps de Kendrick

Percy tente de faire aboutir son plan visant à élaborer une arme nucléaire pour son compte. Alors que l'équipe tente d'en récupérer une partie, Sean est blessé lors d'un affrontement avec les hommes de Percy et alité, et soigné par Alex. Ryan suggère de contacter Morgan Kendrick, le directeur de la CIA, pour obtenir l'aide de l'agence afin de stopper Percy. Nikita est farouchement opposée à ce plan et est surprise quand Michael prend le parti de Ryan. Nikita prouve ensuite qu'il existe un lien entre Percy et Kendrick : ce dernier travaillerait en fait pour Percy, et Nikita n'a dès lors qu'une idée en tête : abattre la directeur de la CIA, ceci contre l'avis de Ryan qui le connait bien et pense qu'il y a anguille sous roche. Il s'avère que Percy fait chanter Kendrick : ce dernier a en réalité une "puce tueuse" reliée à son pacemaker. Au terme d'un nouvel affrontement avec la Division, Nikita et Michael, avec l'aide de Birkhoff, réussissent à désactiver la puce. 

### Épisode 22:La Meilleure défense...
- États-Unis : 11 mai 2012 sur The CW
- Belgique : 11 novembre 2012 sur La Deux
- Québec : 28 janvier 2013 sur Ztélé[13]
- France : 17 décembre 2014 sur TF1

- États-Unis : 1,25 million de téléspectateurs[37] (première diffusion)

- Cameron Daddo : président des États-Unis

### Épisode 23:...C'est l'attaque
- États-Unis : 18 mai 2012 sur The CW[38]
- Belgique : 11 novembre 2012 sur La Deux
- Québec : 4 février 2013 sur Ztélé[13]
- France : 17 décembre 2014 sur TF1

- États-Unis : 1,42 million de téléspectateurs[39] (première diffusion)

- Lyndie Greenwood : Sonya

Il s'avère que le missile n'existe pas, mais que Percy a du plutonium et qu'il le fera exploser au moindre mouvement. Le président fait donc encercler la Division par des Marines. Pendant ce temps, Sean et Alex doivent trouver Roan, qui est en possession du Plutonium et qui attend les ordres de Percy pour le faire exploser dans une zone bien plus peuplée que la fois précédente.